# أكمية محزمة
آشيميا فاشياتا وما يطلق عليها المزهرية الفضية أو نبات الجرّة إحدى أنواع النباتات المزهرة ضمن فصيلة النباتات البرومالية والتي يعود موطنها الأصل للبرازيل، على الأرجح تعد هذه النبتة من أشهر أنواع هذا الصنف.
غالباً ما تزرع في المنزل خاصة في المناطق معتدلة المناخ.

## الشكل
تنمو هذه النبتة بشكل بطيء، حيث أن ارتفاعها يصل إلى ما يقارب 30-90 سم (أي ما يعادل 12-35 انش)، مع انتشار يصل إلى 60 سم (24 انش). تمتلك النبتة أوراق ذات شكل بيضاوي بطول يصل إلى 45-90 سم أي ما يساوي (18-35 انش) وتصنف ضمن الورود القاعدية الشكل.

## ظروف النمو
يتطلب نمو زهرة الآشيميا فاشياتا ظلاً جزئياً وتربة جيدة التصريف ورطبة إلى حد ما، كما تعد من النبات الهوائي (اللاطفيلي) أي من الممكن أن تنمو على ساق وأغصان نبات آخر دون أن تستمد غذاءها منه، على سبيل المثال فإن تواجد طحالب حول جذور النبتة لن يشكل عائقاً فعلياً في حال أنه يمكن أن يكون تعفن الجذر مشكلة إذا كانت التربة رطبة جداً.
في حين أنه قد تتكاثر الحشرات القشرية والبعوض في بعض الأحيان في برك المياه المحبوسة بين أوراق النبتة.

## درجة السميّة
تندرج نبتة الآشيميا فاشياتا ضمن قاعدة بيانات إدارة الأغذية والأدوية السامة تحديداً في قسم «المواد المهيجة للجلد في النباتات» ومن المعروف أنها تسبب التهاب الجلد التماسي والتهاب الجلد المصاب بالحساسية وحساسية التلامس 

## الأصناف
| - <i id="mwMQ">Aechmea</i> 'Aton' - <i id="mwNA">Aechmea</i> 'Auslese' - <i id="mwNw">Aechmea</i> 'Chantata' - <i id="mwOg">Aechmea</i> "تشارلز هودجسون" - <i id="mwPQ">Aechmea</i> "لعبة الداما" - <i id="mwQA">Aechmea</i> 'Club Maurice' - <i id="mwQw">Aechmea</i> "الانفجار النجمي الكوني" - <i id="mwRg">Aechmea</i> 'DeLeon' - <i id="mwSQ">Aechmea</i> 'Dennis B.' - <i id="mwTA">Aechmea</i> 'Donna Marie' - <i id="mwTw">Aechmea</i> 'Fascidata' - <i id="mwUg">Aechmea</i> 'Fascini' - <i id="mwVQ">Aechmea</i> "فريدريك" - <i id="mwWA">Aechmea</i> "الصقيع" - <i id="mwWw">Aechmea</i> 'Fulgo-Fasciata' - <i id="mwXg">Aechmea</i> 'Henrietta' | - <i id="mwYw">Aechmea</i> "العاج" - <i id="mwZg">Aechmea</i> "جولي سيويل" - <i id="mwaQ">Aechmea</i> 'Kiwi' - <i id="mwbA">Aechmea</i> 'Leucadia' - <i id="mwbw">Aechmea</i> 'Margarita L.' - <i id="mwcg">Aechmea</i> 'Mona' - <i id="mwdQ">Aechmea</i> 'Morgana' - <i id="mweA">Aechmea</i> "الخيال الوردي" - <i id="mwew">Aechmea</i> "صاروخ وردي" - <i id="mwfg">Aechmea</i> 'Primera' - <i id="mwgQ">Aechmea</i> "الأرجواني المخملي" - <i id="mwhA">Aechmea</i> "صاروخ أحمر" - <i id="mwhw">Aechmea</i> "الملك الفضي" - Aechmea "الملكة الفضية" - Aechmea "الأخت الفضية" - <i id="mwjg">Aechmea</i> "سموثي" - <i id="mwkQ">Aechmea</i> "Starbrite" - <i id="mwlA">Aechmea</i> "الرأس الأبيض" | - <i id="mwmQ">xAndrolaechmea</i> "Crateriformis" - <i id="mwnA">xBillmea</i> "رانجيتوتو" - <i id="mwnw">xCanmea</i> 'Wild Tiger' - <i id="mwog">xNeomea</i> 'Fascidorffii' - <i id="mwpQ">xNeomea</i> "بينك كاسكيد" - <i id="mwqA">xNidumea</i> "أنجيلينا" - <i id="mwqw">xNidumea</i> "منتصف الليل" - <i id="mwrg">xNidumea</i> "Superstar" - <i id="mwsQ">xQuesmea</i> "فاكس" - <i id="mwtA">Aechmea</i> 'bifolia' |

## روابط خارجية
- "Silver Vase (Aechmea fasciata)". Desert-Tropicals. مؤرشف من الأصل في 2009-12-23. اطلع عليه بتاريخ 2009-11-09.
- "Aechmea fasciata (Lindl.) Baker urnplant". PLANTS Profile. USDA Natural Resources Conservation Service. مؤرشف من الأصل في 2011-10-21. اطلع عليه بتاريخ 2012-10-26.